# Philip Lange
Frantz Philip Nicolai Lange (31. marts 1756 i København – 28. marts 1805 sammesteds) var en dansk murermester og arkitekt.

## Uddannelse
Han var søn af Philip de Lange, men da faderen døde, da Lange var ti år gammel, kan han umuligt have stået i lære hos denne. Han havde imidlertid en 14 år ældre bror, Ferdinand Lange, der forgæves søgte stadsbygmesterembedet i København, men som ved sin død i 1811 kaldtes konduktør ved de kongelige bygninger og vides at have arbejdet som sådan under C.F. Harsdorff. Måske har Philip Lange lært af broderen. Philip Lange blev udlært som murer og tog borgerskab som murermester i København 6. april 1785.

## Karriere
Han blev en anset mand, hvem mange offentlige hverv blev betroet. Han gjorde karriere inden for det borgerlige artilleri, blev kaptajn, knyttedes til Kjøbenhavns Brandforsikring (direktør 1795) og blev vice-rådmand 1797. I denne egenskab blev han efter Københavns brand i 1795 valgt til opsynsmand for den store teltlejr på et par tusinde telte, der måtte etableres på Nørre Fælled til at huse de hjemløse. Som bygmester deltog han i Københavns genopførelse efter bybranden. Hans arbejder vidner om god skoling i den harsdorffske klassicisme, og Lange arbejdede under genopbygningen af byen meget sammen med en anden driftig bygmester, Lauritz Thrane. De fleste af Langes og Thranes hus er fredede.
Lange blev gift november 1783 med Kirstine Pihl (27. oktober 1762 i København - 17. marts 1837 sammesteds), datter af skibskaptajn Christian Pihl og Kirstine Nielsdatter Holm.
Han er begravet på Assistens Kirkegård.

## Værker
- Rektorboligen, Herlufsholm (1794-95)
- 46 hjælpeboliger, hjørnet af Toldbodgade og Sankt Annæ Plads (1795, nedrevet)
- Nikolajgade 12/Laksegade 31 (1797)
- Laksegade 20/Dybensgade 11 (1798)
- Gammeltorv 4 (1798, nedrevet)
- Enkesædet Dorthealyst ved Knabstrup Hovedgård, Nørre Jernløse Sogn, Holbæk Amt (1799-1802, fredet)
- Kronprinsessegades Kaserne i Kronprinsessegade (nuværende nr. 46), København (1803, tegninger i Rigsarkivet, fredet)

Sammen med Lauritz Thrane:
- Naboløs 2/Kompagnistræde 1 (1797)
- Skindergade 49 (1797)
- Kattesundet 2/Vestergade 15 (1797-98)
- Larsbjørnsstræde 6 og 8 (1797-98)
- Sankt Peders Stræde 37, 39 (1798)
- Admiralgade 13/Laksegade 37 (1798)
- Hyskenstræde 2/Vimmelskaftet 35 (1798)
- Sankt Peders Stræde 39 (1798)
- Boldhusgade 1/Admiralgade 28 (1798-99)
- Sankt Peders Stræde 37 (1798-99)
- Laksegade 12/Asylgade 10 (1799)
- Mikkel Bryggers Gade 10/Lavendelstræde 14 (1803)